# Oh Land
Oh Land, właśc. Nanna Øland Fabricius (ur. 2 maja 1985 w Kopenhadze) – duńska piosenkarka, autorka tekstów oraz producentka. Na co dzień mieszka w Nowym Jorku.

## Życie prywatne
Oh Land urodziła się w Kopenhadze, jako córka organisty Bendta Fabriciusa, oraz śpiewaczki operowej Bodil Øland. Jest praprawnuczką misjonarza i etnografa Otto Fabriciusa, który opublikował Fauna Groenlandica w 1780, pierwsze zoologiczne obserwacje Grenlandii. Była studentką duńskiej, oraz szwedzkiej królewskiej szkoły baletowej, jednakże kontuzja spowodowana dyskopatią oraz złamaniem rdzeniowym kręgosłupa przekreśliła jej karierę tancerki, co doprowadziło ją do spróbowania swoich sił w muzyce. Oh Land posiada małego psa o imieniu Ujan, który czasem z nią podróżuje. Od stycznia 2010 roku mieszka w brooklynskiej dzielnicy Williamsburg. 20 sierpnia 2013 roku wyszła za mąż za Eske Kath. Uroczystość odbyła się w Kościele Serca Jezusa na Vesterbro w Kopenhadze.

## Kariera
Debiutancka płyta Oh Land, Fauna, została wydana w jej rodzinnej Danii 10 listopada 2008 roku, nakładem niezależnej duńskiej wytwórni Fake Diamond Records. Nad drugim tytułowym albumem, pracowała z producentami Danem Careyem, Dave’em McCrackenem oraz Lesterem Mendezem. Krążek został wydany 14 marca 2011 roku, wskakując na miejsce piąte Duńskich List Przebojów. Album był również jej debiutem w Stanach Zjednoczonych, który został wydany na tamtejszy rynek 15 marca 2011 roku przez Epic Records, uzyskując miejsce 184 na liście Billboard 200. EP-ka o takim samym tytule została wydana nieco wcześniej, bo 19 października 2010 roku, zawierając cztery utwory z pełnometrażowego albumu. 7 kwietnia 2011 roku otrzymała nagrodę Brink of Fame: Music Artist na tegorocznym rozdaniu nagród NewNowNext Awards.
Oh Land swój debiutancki występ w amerykańskiej telewizji miała 2 marca 2011 roku w programie Late Show with David Letterman, wykonując na żywo swój singiel „Sun of a Gun”. 24 marca tego samego roku wystąpiła również w programie Jimmy Kimmel Live!  oraz 25 maja w The Late Late Show with Craig Ferguson. W marcu 2011 wystąpiła jako support w Północno Amerykańskiej trasie Orchestral Manoeuvres in the Dark, rozgrzewała również publikę przed Sią w trakcie jej trasy We Are Born po Północnej Ameryce od lipca do sierpnia 2011 roku. Otwierała również niektóre koncerty dla Katy Perry na jej trasie California Dreams Tour w sierpniu 2011 roku, po czym dołączyła do niej ponownie w październiku i listopadzie na drugiej części trasy po Wielkiej Brytanii i Irlandii
Jako aktorka, Oh Land posiadała małą rolę jako Sara w duńskim dramacie psychologicznym Biała Noc (Hvid nat).

## Dyskografia
- 2008 – Fauna
- 2011 – Oh Land
- 2013 - Wish Bone
- 2014 - Earth Sick